# Dana Goldberg

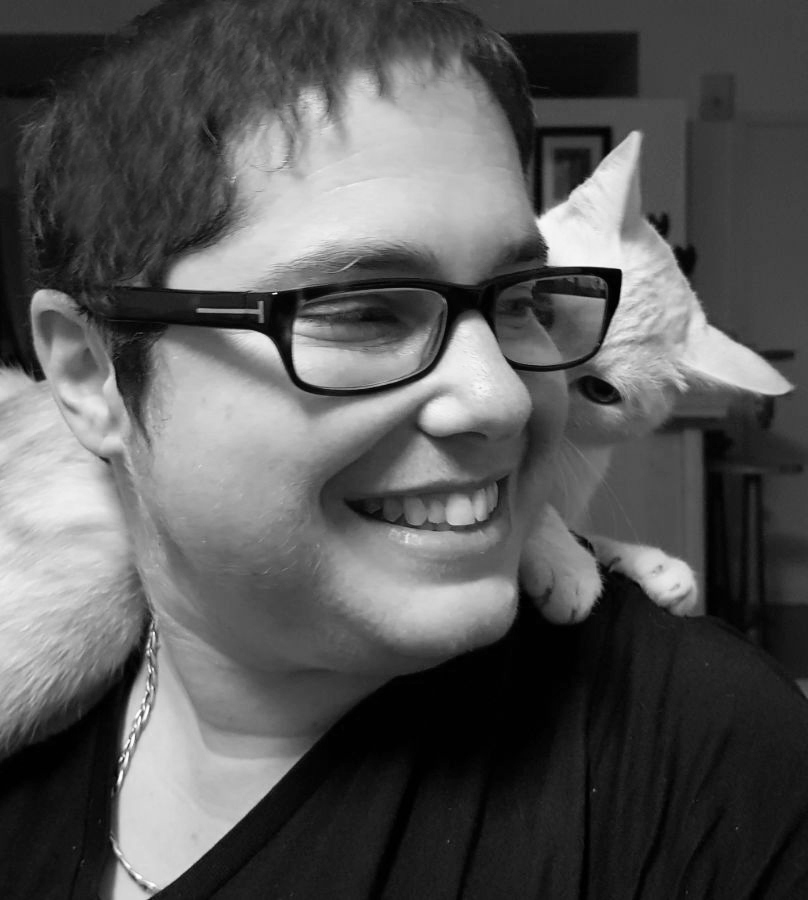
Dana Goldberg

Dana Goldberg (Herzliya, 1 de março de 1979) é uma poetisa, cineasta e dramaturga israelense.

## Biografia
Goldberg nasceu em Herzliya. Seu pai era piloto e sua mãe trabalhava em um banco. Quando criança, ela estudou muitos campos criativos diferentes: fotografia, música, artes plásticas e escrita. Após o colegial, estudou na HaMidrasha - Faculdade de Artes e no Beit Berl College, ao mesmo tempo em que iniciava sua trajetória de poetisa. Seu trabalho foi publicado em periódicos literários, primeiro no HaMe'orer e depois em outros, incluindo Iton 77, Helicon e Shebo. Ela fazia parte do conselho editorial do jornal de poesia online Anonymous Fish?. Sua primeira coleção, Orange Coral, foi publicada em 2011.
A partir de 2003, Goldberg criou uma série de curtas-metragens, incluindo Alligator (2009), pelo qual ganhou o prêmio de Diretora Emergente no Rehovot International Women's Film Festival. Em 2005, ela foi convidada a participar do Young Talent Campus do Festival de Cinema de Berlim. Em 2012, seu primeiro longa-metragem foi lançado, Alice, sobre uma mulher que trabalha no turno da noite em uma escola residencial de reabilitação e passa os dias dormindo. O filme ganhou três prêmios no Festival de Cinema de Jerusalém, uma menção especial no Rehovot International Women's Film Festival e foi selecionado para abrir o Festival de Cinema de Berlim-Israel em 2014. Em 2018, o filme Death of a Poetess foi lançado, dirigido por ela e escrito junto com Efrat Mishori.
Embora grande parte do trabalho de Goldberg inclua relacionamentos românticos e sexuais entre mulheres, ela diz: "Meu trabalho não é lésbico, é feminista e crítico da sociedade em que vivo e da comunidade em que vivo ... Existem muitos outros importantes aspectos da minha vida como artista e também como lésbica".
Em 2016, Goldberg e Mishori fundaram Kinoclan, uma organização sem fins lucrativos que trabalha para promover a criação e distribuição de obras literárias e cinematográficas que dão voz ao mundo das mulheres, contadas a partir de perspectivas femininas.
No teatro, Goldberg escreveu a peça Father, Mother, Whore, que foi publicada na revista literária Masmerim, e foi palco no formato de "leitura dirigida" no festival Tsav Kria (2010).